# Tomb Raider (комікс)
Серія коміксів Tomb Raider  або Розкрадачка Гробниць, заснованих на франшизі популярних відеоігор Tomb Raider від розробника Crystal Dynamics (раніше Core Design ), з головною героїнею Ларою Крофт. Оригінальна серія коміксів базується на іграх розроблених студією Core Design, та була опублікованих між 1999 і 2005 роками американським видавництвом Top Cow Productions. У 2014 році, після перезапуску франшизи Tomb Raider, видавництво серії коміксів було відновлено Dark Horse Comics. Нова хронологія подій базується на перезавантаженому всесвіті Лари Крофт та її пригодах.

## Історія видання
Серія коміксів, яка видавалася з 1999 по 2005 рік (у якому вийшов останній п’ятдесятий випуск), складалася з щомісячних номерів від Top Cow Productions, які забезпечили собі права на виробництво коміксів після тривалої тяганини. Перед стартом цією серією коміксів, французьке видавництво Glenat отримало право від Eidos France на випуск серії коміксів під назвою Dark Eons на основі ігор Tomb Raider. Проте серію було незабаром знято з продажу. Окрім щомісячної серії, паралельно видавалася серія з 12 частин під назвою «Подорожі», що виходила з 2001 по 2003 роки.
Комікси в основному базуються на тому самому всесвіті та часописі, що й оригінальна серія ігор від Core Design. У них літак, у якому летіла Лара Крофт, розбивається коли їй виповнився двадцять один рік (а не як в останніх іграх від Crystal Dynamics, де авіакатастрофа сталася, коли їй було лише дев’ять років). Хоча деякі нші деталі були змінені. Так, у коміксі на літаку Лару супроводжують батьки та її наречений, щоб відсвяткувати майбутнє весілля (в серії ігор Лара направляється кататися на лижах). Четвертий номер коміксу, випущений у квітні 2000 року, розкриває, що дворецький Хартфорд Комптон несе відповідальність за смерть батьків Лари, хоча у серії ігор вони живі (їх можна побачити у відео заставці до ігри Tomb Raider Chronicles, випущеній у листопаді 2000 року.)
Сценаристи Ден Юргенс, Джон Ней Рібер та Джеймс Бонні працювали над серією коміксів, у них також є малюнки від Енді Парка, Майкла Тернера, Біллі Тана, Адама Хьюза та інших.
Наприкінці 2006 року Top Cow Productions видали Tomb Raider Compendium. Це була велика однотомна збірка виданих коміксів «Розкрадачка гробниць »; версія з твердою обкладинкою з'явилася у 2008 році. Книга містить усі 50 випусків (або понад 1000 сторінок), а також добірку найкращих обкладинок, більшість із яких були оформлені Адамом Г’юзом. Однак, до збірки не входять спеціальні випуски, міні та одноразові номери з серії. Можливо, це і є поясненням тому, чому збоку на збірці вказано, що це «Том перший».

Наприкінці 2007 року,було оголошено повернення коміксів Tomb Raider,  але Їх видання було відкладено через проблеми з ліцензуванням.
У 2014 році видавництво Dark Horse Comics почало публікацію нову серію коміксів, дія якої відбувається між грою-перезапуском 2013 року та її продовженням. Гейл Сімон працювала над першими шістьма випусками з серії, продовживши роботу у співпраці зРіанною Пратчетт. Пізніше Пратчетт займалася написанням серії вже самотужки.
У 2016 році розпочалося видавництво ще однієї серії коміксів, для подолання прогалин між грою Rise of the Tomb Raider та наступною грою у серії, Shadow of the Tomb Raider.